# Progress in International Reading Literacy Study

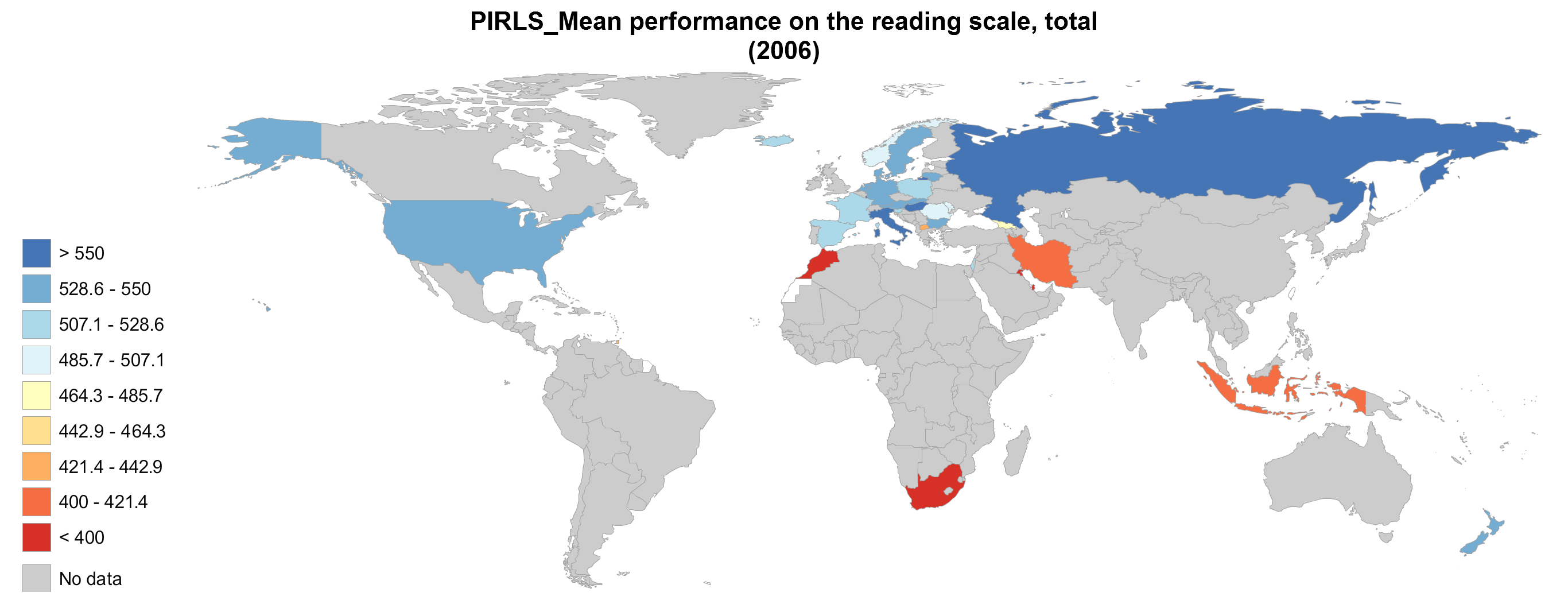
Resultaten van PIRLS-2006

Progress in International Reading Literacy Study (PIRLS) is een internationaal vergelijkend onderzoek naar de leesprestaties van leerlingen in groep 6 van het basisonderwijs. De studie wordt sinds 2001 elke vijf jaar uitgevoerd in een steeds grotere groep landen.

## Doel
PIRLS geeft inzicht in de leesvaardigheid van leerlingen in het basisonderwijs uit verschillende landen. De verschillende metingen maken het bovendien mogelijk de ontwikkeling van leesvaardigheid tussen 2001 en 2016 te volgen. Het onderzoek geeft daarnaast inzicht in factoren die verschillen in leesprestaties tussen leerlingen kunnen verklaren. Daartoe wordt achtergrondinformatie van de leerlingen en hun leraren, schoolleiders en ouders verzameld met vragenlijsten. 

## Uitvoering
PIRLS wordt geïnitieerd door The International association for the evaluation of Education Achievement (IEA). De coördinatie van de PIRLS-studie is in handen van het TIMSS & PIRLS International Study Center (ISC) van Boston College. De uitvoering van het Nederlandse aandeel wordt sinds 2001 gedaan door het Expertisecentrum Nederlands (Radboud Universiteit, Behavioural Science Institute) in opdracht van Het Nationaal Regieorgaan Onderwijsonderzoek (NRO) van de Nederlandse Organisatie voor Wetenschappelijk Onderzoek (NWO). 

## Resultaten
Resultaten worden gepubliceerd in een internationaal rapport dat vrij verkrijgbaar is op de website van het TIMMS & PIRLS International Study Center. Ook de internationale datasets en een encyclopedie die de onderwijscontext in deelnemende landen beschrijft zijn via deze site beschikbaar. 

### Nederland
De Nederlandse resultaten worden toegelicht in een nationaal rapport, uitgegeven door het Expertisecentrum Nederlands. De resultaten van de metingen in 2001, 2006, 2011 en 2016 worden in onderstaande tabel weergegeven. 
|                  | PIRLS-2001 | PIRLS-2006 | PIRLS-2011 | PIRLS-2016 | PIRLS-2021 |
| ---------------- | ---------- | ---------- | ---------- | ---------- | ---------- |
| Leesvaardigheid  | 554        | 547        | 546        | 545        |            |
| Ranglijstpositie | 2e         | 5e         | 10e        | 20e        |            |
| Aantal landen    | 35         | 40         | 45         | 50         |            |

### België
De scores worden afzonderlijk opgemaakt voor onderwijs in het Nederlands (Vlaanderen en Brussel) en in het Frans (Wallonië en Brussel), aangezien het onderwijs sedert de staatshervorming van 1980 een bevoegdheid is van de gemeenschappen. 
|                 | PIRLS-2001 | PIRLS-2006 | PIRLS-2011 | PIRLS-2016   | PIRLS-2021   |
| --------------- | ---------- | ---------- | ---------- | ------------ | ------------ |
| Nederlandstalig |            | 547        |            | 525 (32e/45) | 511 (29e/43) |
| Franstalig      |            | 500        | 506        | 497 (35e/45) | 494 (32e/43) |

Vlaams onderwijsminister Ben Weyts noemde de verslechterende resultaten voor Vlaanderen in 2021 “dramatisch, maar niet verrassend".

### Internationaal
In 2021 namen 57 landen en regio’s deel aan het vergelijkend onderzoek. 
|                  | PIRLS-2001 | PIRLS-2006 | PIRLS-2011 | PIRLS-2016 | PIRLS-2021 |
| ---------------- | ---------- | ---------- | ---------- | ---------- | ---------- |
| Hoogste score    | 561        | 565        | 571        | 581        | 587        |
| Laagste score    | 327        | 302        | 310        | 320        | 288        |
| Gemiddelde score | 500        | 500        | 500        | 500        | 500        |